# هما هوشمند راد
هما هوشمند راد (زاده ۱۳۰۳ در شیراز – درگذشته ۱۳۵۴ در آلمان شرقی) از اعضای حزب توده ایران، فعال حقوق زنان و همچنین رئیس تشکیلات دموکراتیک زنان ایران پس از مریم فیروز بود.
هوشمند راد در طی مدتی، دبیرکل سازمان زنان ایران نیز بود.